# Dèmos
Vous pouvez aider à l'améliorer ou bien discuter des problèmes sur sa page de discussion.
- Son contenu est rédigé entièrement ou presque à partir d'une seule source. N'hésitez pas à modifier cet article pour améliorer sa vérifiabilité en apportant de nouvelles références dans des notes de bas de page. (Marqué depuis novembre 2024)
- Certaines informations devraient être mieux reliées aux sources mentionnées dans la bibliographie ou les liens externes. Améliorez sa vérifiabilité en les associant par des références. (Marqué depuis novembre 2024)

- Archive Wikiwix
- Bing
- Cairn
- DuckDuckGo
- E. Universalis
- Gallica
- Google
- G. Books
- G. News
- G. Scholar
- Persée
- Qwant
- (zh) Baidu
- (ru) Yandex
- (wd) trouver des œuvres sur Wikidata

Le terme dèmos (en grec ancien: δῆμος / dêmos) désigne à l’origine (VIe siècle av. J.-C.) un dème, qui est une unité villageoise composée de moins de 10 habitations d’artisans et d’agriculteurs vivant en interdépendance, réparties le long d’une route ou d’un carrefour, chaque maison distante de sa voisine de quelques centaines de mètres, et chaque unité villageoise (le « dème » dont il est question) située à 4-5 km de ses voisines, ce qui correspond approximativement à une heure de marche. Le « dème » est, en Grèce antique, l’unité de base de la société hellénique dans son ensemble.
Par déviation du sens originel il est aujourd’hui devenu un étymon qui signifie « peuple ». Il est principalement connu pour être à la racine du mot démocratie qui signifie aujourd’hui le « pouvoir » (kratos) du « peuple » (démos).

## Terme institutionnel
Dans sa première acception, le dèmos représente la totalité des membres de la communauté civique dans la cité grecque. Ce dèmos, dans une démocratie, a le pouvoir de décision lorsqu'il est réuni en assemblée.

## Terme littéraire
Dans la prose littéraire ou oratoire, le dèmos représente le grand peuple, opposé aux riches (plousios), aux puissants.
Dans beaucoup de cités grecques, le dèmos ne regroupait que les propriétaires fonciers, augmentés des artisans et des commerçants à Athènes.
Le double sens de ce mot est à l'origine de l'ambiguïté historique sur la notion de démocratie.